# 奥行臼駅逓

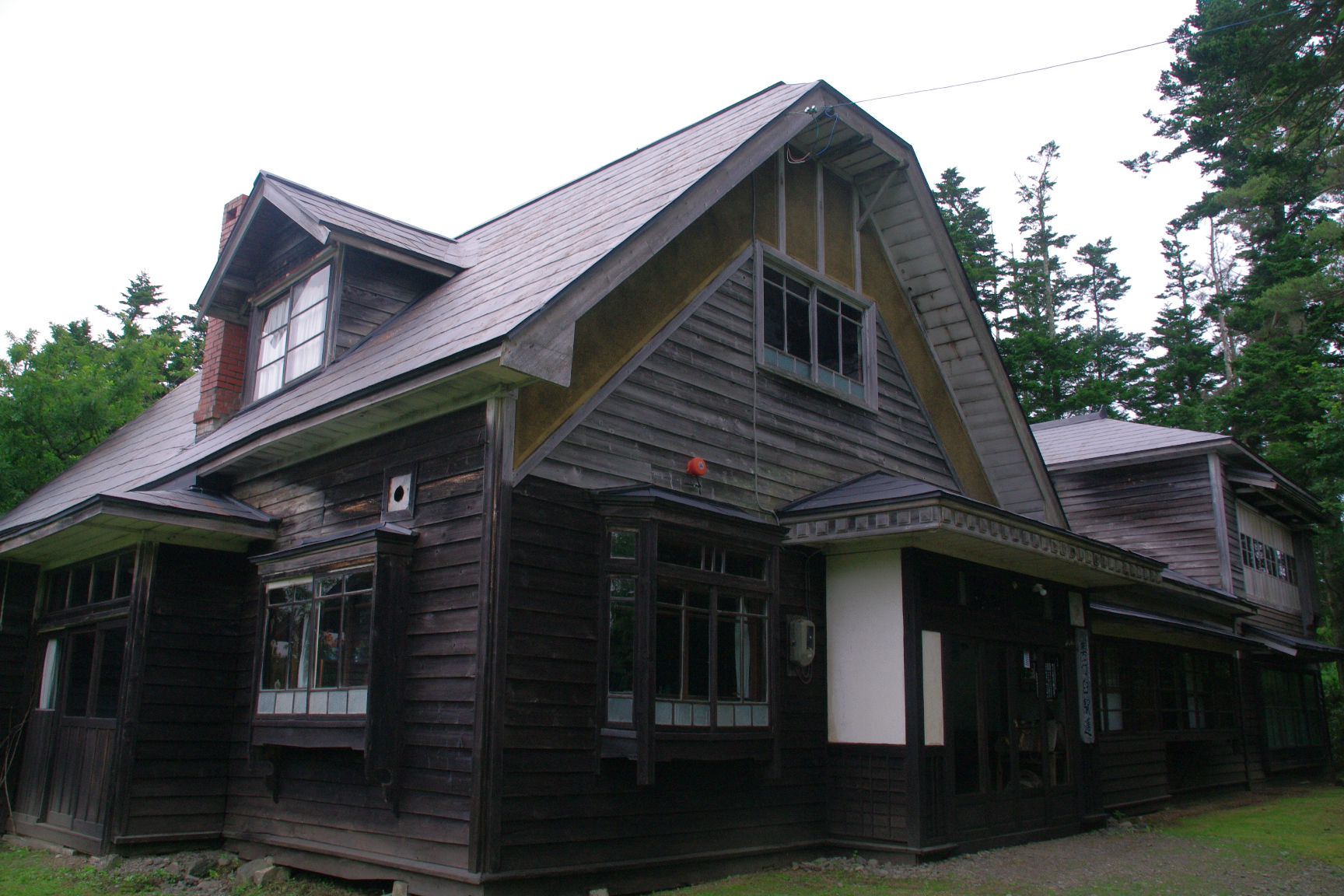
奥行臼駅逓（修繕作業前）

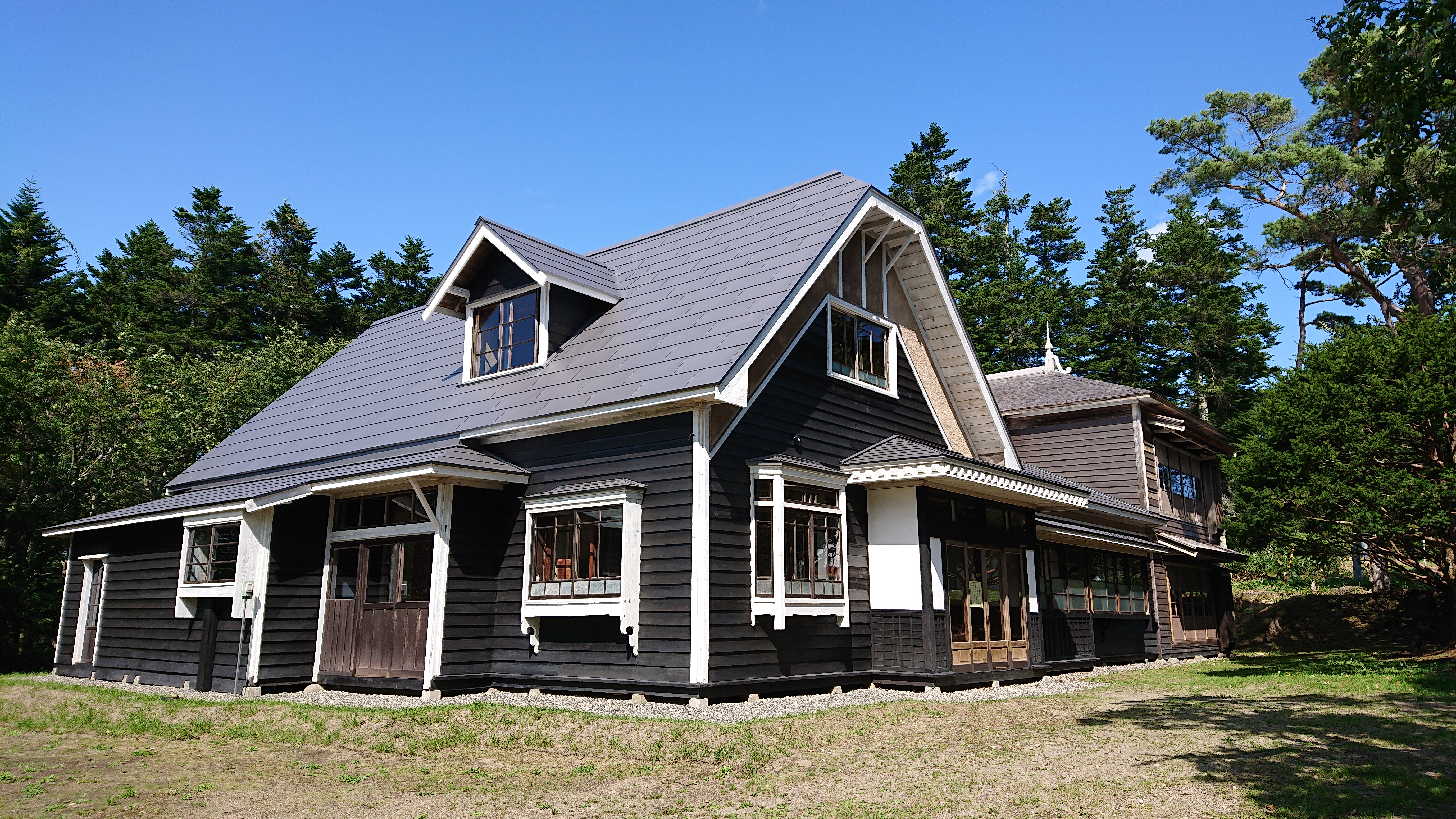
修繕後の奥行臼駅逓（2019年）

奥行臼駅逓（おくゆきうすえきてい）は、北海道の駅逓制度（明治から昭和初期まで北海道辺地の交通補助機関として、宿泊・人馬継立・郵便業務を担うための制度）のための施設として供され、現存している数少ない駅逓である。別海・別当賀・西別への分岐点となる駅逓であり、また別海町にあった9つの駅逓のうち、現存している唯一のものである。所在は北海道野付郡別海町奥行15番地12で国道243号線と国道244号線の分岐点にあたる 。
国の史跡、および北海道指定有形文化財に指定されている。
毎年5月1日から10月末まで一般公開されている。

## 歴史
- 1910年（明治43年）10月9日 - 第一期北海道拓殖計画に伴い、馬3頭で駅逓を開設。駅逓取扱人山崎藤次郎の家屋が当てられた[7]。
- 1918年（大正7年） - 駅逓の一部を改築。
- 1930年（昭和5年）6月10日 - 駅逓廃止。以後、1975年（昭和50年）まで旅館の建物として使用される[7]。
- 1982年（昭和57年）11月18日 - 別海町文化財に指定される。
- 1994年（平成6年）6月3日 - 北海道指定有形文化財に指定される[5]。
- 2011年（平成23年）9月21日 - 「旧奥行臼駅逓所」の名称で、国の史跡に指定される[4]。
- 2014年（平成26年） - 保存・修繕作業に伴い、一時閉鎖[3]。
- 2018年（平成30年）9月30日 - 修繕作業が終了、同年10月20日より一般公開が再開される[8]。

## 史跡公園化
2021年、別海町教育委員会は、旧奥行臼駅逓所（国指定史跡）、旧国鉄奥行臼駅（町指定文化財）、旧別海村営軌道風蓮線奥行停留所（町指定文化財）などが集中する約23ヘクタールを「奥行臼史跡公園」として整備する方針を固めた。